# Австрія в Європейському Союзі
Австрія є державою-членом Європейського Союзу з 1 січня 1995 року. Цей крок був непростим як для політичної еліти і населення Австрії, так і для Європейського союзу.
Справа в тому, що згідно з декларацією про нейтралітет 1955 року можливість членства Австрії в міжнародних організаціях була дуже обмежена. Заявку на вступ Австрія подала ще у липні 1989 року, а конкретні переговори розпочалися у лютому 1993 року.

## Історія
12 червня 1994 року в Австрії відбувся референдум про членство в Європейському Союзі. Було поставлене запитання: чи ухвалити рішення Національної ради щодо Конституційного закону (Bundesverfassungsgesetz) щодо вступу Австрії до Європейського Союзу як закон? За результат голосування – 66,6% при явці 82,3%. Австрія приєдналася до ЄС у рамках розширення 1995 року.

## Економіка
Серед позитивних моментів необхідно виділити: усунення митних та технічних бар'єрів, уніфікація акціонерного права, гармонізація податкової політики, вільне пересування товарів, свобода у виборі розташування підприємств. Крім того, вступ країни до Євросоюзу запобіг відходу з ринку багатьох підприємств, тому в довгостроковій перспективі це сприятливо позначилося на зайнятості. Введення євро також позитивно позначилося економічному розвитку країни. Так, ВВП країни зріс на 0,9%, знизилося зростання споживчих цін (з 2,8% до 1,8%), знизився рівень інфляції (з 2,3% у 2001 році до 1,3% у 2003).
Серед негативних результатів можна назвати підвищення безробіття у перші роки після вступу до ЄС (приблизно на 0,1 — 0,5 % на рік).
Вступ до зони євро (фактично — з 1999 року, введення готівки з 2002 року). сприяло зниженню інфляції та загальному поліпшенню економічної обстановки. Незважаючи на це, австрійське населення належить до єдиної європейської валюти з упередженням. Навіть називають вони її найчастіше на свій манер — Teuro (від нім. teuer — дорогий). Як припускає економіст з Національного банку Австрії Гельмут Штікс, можливо, тут справа в психології: громадяни досі переводять поточні ціни в євро в стару валюту.

## Головування у ЄС
У 1998 (1 липня-31 грудня) та 2006 роках (1 січня-30 червня) Австрія головувала в Європейському Союзі. Друге головування припало на важкий період діяльности ЄС, коли Франція та Нідерланди відхилили проєкт Європейської конституції, а між Францією та Великобританією виникли суперечки щодо бюджету ЄС. Особливу увагу під час останнього головування було приділено питанням внутрішньої безпеки, навколишнього середовища, зокрема, питанню глобального потепління. Одним із пріоритетів були і відносини з Росією, у тому числі так званих «дорожніх карт», що охоплюють 4 сфери взаємодії: економіка, внутрішня безпека, зовнішня безпека, наука та культура. До найбільш значних заходів під час головування країни в ЄС можна віднести такі. Конференція "Звук Європи" ("Sound of Europe") 26-28 січня 2006 року в Зальцбурзі. Там обговорювалися питання європейської ідентичности, єдиної культури, проблеми ісламу в Європі тощо. 18-19 квітня проводилася конференція "Європа починається вдома" ("Europe begins at home") у місті Санкт-Пельтен. На цій конференції обговорювалася така найважливіша для ЄС тема, як субсидіарність. Також було приділено увагу проблемі загальноєвропейської безпеки. Що стосується відносин із Російською Федерацією, то тут не можна не відзначити такий найважливіший етап, як саміт у Сочі. Тут не тільки було намічено подальші кроки по поглибленню співпраці, а й підписано конкретні документи, наприклад, угоду про реадмісію та спрощення візового режиму.
Мабуть, найсерйознішими конфліктами з країнами ЄС стали конфлікт із Чехією через Темелінську АЕС, зіткнення з більшістю країн Євросоюзу щодо прийняття до кандидатів у члени союзу Туреччини та дипломатичного конфлікту 2000 року.
Сутність дипломатичного конфлікту полягала у наступному. 1999 року на федеральних виборах в Австрії впевнене друге місце з невеликим відставанням від переможця зайняла ультраконсервативна Австрійська партія свободи, яку очолював відомий своїми неонацистськими поглядами Йорґ Гайдер. У країнах ЄС тут же були заклики заборонити цій партії брати участь у політичному житті країни і ввести санкції проти Австрії. Ні на перше, ні на друге ЄС повноважень не було. Тому державами-членами ЄС було запроваджено двосторонні санкції.
Тріумф його партії став початком кінця для самого Гайдера. Президент країни Томас Клестіль "попросив" Гайдера не входити до складу уряду. Проти його присутности у кабінеті різко виступали і члени Австрійської народної партії, переможця виборів та партнера АПС з коаліції.
Для врегулювання конфлікту було створено т.п. н. «група трьох мудреців», до складу якої увійшли Марті Ахтісаарі, Марселіно Орєха (колишній міністр закордонних справ Іспанії) та Йохен Фровайн (директор Інституту імені Макса Планка). У спеціальній доповіді, підготовленій цією групою, йшлося про те, що введені санкції «контрпродуктивні» і їх слід скасувати, проте наголошувалося, що партію Гайдера необхідно тримати під суворим наглядом.
Варто зазначити, що цей дипломатичний конфлікт вплинув на ставлення простих австрійців до ЄС, оскільки багато хто просто не розуміли, чому перемога партії на демократичних та вільних виборах викликала таку бурхливу реакцію.
Конфлікт навколо Темелінської АЕС з особливою силою розгорівся між Австрією та Чехією з 2000 року. Станція, будівництво якої почалося ще у 1980-ті, була на думку австрійської сторони, небезпечною в експлуатації, до речі, дуже небезпідставною, оскільки витоки радіоактивних матеріалів відбувалися там не раз. З осені 2000 року — моменту відкриття станції — суперечки та дипломатичні маневри слідували одна за одною, проте досі ситуація не вирішена повністю.
Через двадцять років після вступу економічні дослідження показують, що Австрія виграє від своєї участі у внутрішньому ринку; близько 70% зовнішньої торгівлі Австрії здійснюється з державами-членами ЄС, країна отримує вигоду від об'єднання мереж (транспорту, енергетики, зв'язку і т.д.), а її ізоляція скорочується з можливістю, завдяки Шенгенській зоні і спільній валюті, перевозити свої товари без обмежень до своїх сусідів і по всьому світу через свої вантажні порти. З 1995 року експорт збільшився втричі і щороку створюється 13 000 нових робочих місць; для австрійського уряду переваги членства є позитивними, і він також вважає, що його громадяни "отримують вигоду від багатьох переваг та можливостей, які становлять спільну валюту та право на поселення в будь-якій державі-члені ЄС".